# Каприате Сан Джервазио
Каприа̀те Сан Джерва̀зио (на италиански: Capriate San Gervasio; на ломбардски: Cavriàt San Gervas, Кавриат Сан Джерваз) е община в Северна Италия, провинция Бергамо, регион Ломбардия. Административен център на общината е градче Каприате д'Ада (Capriate d'Adda), което е разположено на 190 m надморска височина. Населението на общината е 8065 души (към 2017 г.).